# اینتین
اینتین‌ها نواحی از پروتئین هستند؛ که در طی پیرایش پروتئین از آن خارج می‌شوند . درحقیقت اینترون‌های پروتئینی به حساب می‌آیند.
بیشترگزارش‌ها حاکی از این است؛ که اینتین‌ها درای یک قلمروی اندونوکلئازی هستند که نقش گسترش آن‌ها در ژنوم را بازی می‌کند. در واقع قسمت‌هایی از ژنوم که این نواحی را دارا می‌باشند؛ را عوامل خودخواه‌ژنی می نامند؛ که گاهی به آن‌ها نواحی‌انگلی نیز می‌گویند. البته تفاوت معنایی بین این دو واژه وجود دارد ژن‌ها یا آلل‌های خود خواه معمولاً دارای عملکرد می‌باشند اما در حالت انگل بودن همیشه عملکرد دیده نمی‌شود.
اولین اینتین در سال ۱۹۸۸ و طی مقایسه یکی از ژنهای نوروسپوراکراسا با هویج (زردک)، پروتئین ATPaseواکوئلی هویج (زردک) که اینتین ندارد وژن هم ساخت آن در مخمر که ناقل یون کلسیم بود والبته دارای اینتین می‌باشد؛ کشف شد. در سال ۱۹۹۰Hirata et al دریافت که بعد از ساخته شدن این پروتئین نواحی از آن حذف و حتی جابه جا می‌شوند. اینتین‌ها در همهٔ موجودات از هوهسته‌ای ها<ها تا پیش هسته‌ای هاها و حتی آرکی باکترها و ویروس ها وجود دارند. گسترش این دانش تا سال ۲۰۰۶ و به دستان Gogarten & Hilario ادامه یافت. پیرایش پروتئینبه عنوان یک روش برای ساخت پروتئین‌های حدواسط استفاده شده‌است که به آن اتصال محلی پروتئین  می‌گویند. این عمل به دنبال کشف اینتین‌ها برای همگان مورد استفاده قرار گرفته‌است.

## اینتین در بیوتکنولوژی
اینتین‌ها در بیوتکنولوژی نقش بسیاری دارند . تاکنون حدود ۲۰۰مورد از آن‌ها کشف شده‌اند . آن‌ها دارای اندازه‌های ۱۰۰تا ۸۰۰ اسید آمینه هستند. از اینتین‌ها برای بسیاری برنامه‌های کاربردی از جمله ساخت پروتئین‌ها و انتخاب قطعه‌های کوچک پروتئینی نشان گذاری شده و برای مطالعهٔ NMRپروتئین‌های بزرگتر به کار می‌روند. جلوگیری کردن از شکافتن اینتین‌ها و خروج آن‌ها می‌تواند به عنوان یک داروی مفید در علم داروسازی به کار رود . به‌طوری‌که با توجه به این که پروتئین‌هایی که پیرایش نمی‌شوند از بین می‌روند حال اگر فرد به علت بیماری‌های ژنتیکی پروتئین‌های دارای نقص عملکرد یا حذف عملکرد تولید می‌کند؛ با جلوگیری کردن از پیرایش این پروتئینها می‌توان آن‌ها را ازبین برد. پیشنهاد دیگر در مورد پروتئین‌های میتوکندریایی است. پروتئین‌هایی میتوکندریایی دارای نواحی آب‌گریز هستند این امر مانع از صادرشدن آن‌ها می‌شود در بیوتکنولوژی با اضافه کردن یک اینتین غیرآب‌گریز صادر کردن به راحتی انجام شده و سپس این قطعه را حذف می‌کنند.

## نام‌گذاری اینتین
برای نام‌گذاری اینتین‌ها قانون‌های کلی وضع شده‌است. به‌طوری‌که ابتدا نام موجودی که در آن این اینتین کشف شد و سپس نام ژن مورد نظر را می‌آورند . برای نمونه درموجود Thermoplasma acidophilum ژن زیرواحدA در VMAATPaseآن دارایاینتین است که به صورت'Tac VMA'نشان داده می‌شود.به‌طور و معمول برای نام موجود از سه حرف استفاده می‌شود . اما در این باره گوناگونی‌هایی وجود دارد . برای مثال از نام گونه استفاده می‌شود. اگر بیش از یک اینتین توسط ژن کد شود آن را با شماره نشان می‌دهند. شماره‌گذاری از سمت ۵' به ۳' است برای نمونه Msm dnaB-۱.. قسمتی از ژن که اینتین مورد نظر را رمز می‌کند با حرف بزرگ نشان داده می‌شود. در حالی که برای ژن به صورت ایتالیک (کج‌نویس )کاربرد دارد.

## اینتین‌های کوچک و کامل
اینتین‌ها می‌توانند علاوه بر قلمروی پیرایشی دارای قلمرویی به نام ژن اندونوکلئازخانه ای نیز باشند که به آن‌ها کمک می‌کند تا بتوانند روی فام تن  هم ساخت پخش شده و به این شکل زیاد شوند به این منظور شکست دو رشته‌ای رخ داده و ماشین ترمیم وارد عمل می‌شود. این قلمرو برای اینتین ضروری نیست و به این سبب می‌تواند حذف شود. به این شکل اینتین کوچک ساخته می‌شود.

## جدایی اینتین
پروتئین‌هایی وجود دارند که توالی آن‌ها بر روی ژن‌های مختلف وجود دارد. برای نمونه در سیانوباکتر ها، DnaE زیر واحد آلفای دناپلیمراز III را می‌سازد منتها ژن آن از دو قسمت جدا ساخته شده‌است که با نام‌های dnaE-c. و dnaE-n نشان می‌دهد dnaE-c. درای اکستینی است که Cانتهایی را رمز دهی می‌کند واینتین آن دارای ۳۶ اسید آمینه است. در حالی که dnaE-n دارای اکستینی است کهNانتهایی را رمز دهی می‌کند و اینتین آن دارای ۱۲۳ اسید آمینه است.